# Nutzerverfolgung
Nutzerverfolgung (von englisch User-Tracking [ˈjuːzə(r) ˈtrækɪŋ]) bezeichnet die Sammlung von Daten über das Verhalten von Internetbenutzern – meist ohne deren Wissen und Einwilligung. Quellen für Informationen sind IP-Adressen, Metainformationen innerhalb der HTTP-Protokolle oder die Browserhistorie der Webbrowser.
Die gesammelten Daten dienen meist der Bildung eines Kundenprofils. Unternehmen haben aufgrund der umfangreichen Verwendungsmöglichkeiten großes Interesse an diesen Daten, sammeln selbst Informationen mittels Webseiten-Plug-Ins oder kaufen Kundendaten bei spezialisierten Firmen ein.

## Methoden
Schon früh gab es eine Reihe von Programmen oder Unternehmen, die auf Webanalyse spezialisiert sind. Viele Werkzeuge der Analyse einzelner Websites werden auch zur website-übergreifenden Verfolgung von Benutzern herangezogen.
- Activity Tracking: Software dieser Kategorie wird zur Verfolgung von Benutzeraktivitäten verwendet. Informationen über Mausbewegungen und die Navigation der Benutzer innerhalb einer Webseite erleichtern den Entwicklungsprozess eines Onlineauftritts. Klickpfade und Scrollverhalten eines Benutzers geben in der Testphase eines Systems wertvolle Auskunft über den Erfolg einer Benutzeroberfläche und deren Gestaltung.[4]
- IP-Adressen: Diese dienen nicht direkt der Verfolgung von Benutzern, speichern jedoch wertvolle Informationen, die nach einer Analyse das Verhalten des Besitzers dieser IP preisgeben. Da IP-Adressen einem Client eindeutig zugeordnet werden können, ist die Speicherung benutzerbezogener Daten möglich, womit ein auf diesen Benutzer bezogenes Online-Angebot einer Webseite und personalisierte Werbung ermöglicht wird. Durch Cookies, Referrer und Logdateien werden ebenfalls Informationen über jeden Besucher gesammelt. (Siehe auch Canvas Fingerprinting.) Der erworbene Datenvorrat kann auch zur Preisdiskriminierung verwendet werden.
- Techniken wie HTTP-Cookies, oder das Browser Fingerprinting dienen beispielsweise der Verfolgung von Nutzern über mehrere Internetseiten hinweg.
- Eye-Tracking: Während der Interaktion eines Systems werden Augenbewegungen des Benutzers erfasst, um die Abarbeitungsreihenfolge von Informationen zu analysieren. Vor allem Benutzeroberflächen können somit an Kundenbedürfnisse angepasst werden. Die Überwachung der durch die Augen fixierten Punkte ermöglicht eine besucherbezogene Sichtweise.
- Spyware: Unterprogramme, die unwissentlich vom User mit einem anderen Programm heruntergeladen und installiert werden. Derartige Software sammelt während der Benutzung des heruntergeladenen Programms, meist auch obwohl dessen Funktionen nicht aktiv ausgeführt werden, benutzerbezogene Daten.

## Kritik
Daten- und Privatsphärenschützer kritisieren Trackingmethoden zur Datensammlung. Die „Durchleuchtung“ des Menschen, oder auch der gläserne Mensch, ist ein heikles Thema in der Informationsverarbeitung und -sammlung. 2014 wurde Facebook aufgrund entdeckter Spyware in deren Messenger-Applikation für Smartphones kritisch begutachtet.
Ebenfalls kritisiert wird die Massenüberwachung und der so entstandene Überwachungskapitalismus. Die Nutzerverfolgung ermöglicht nämlich Targeted Advertising und sorgt so für mehr Konsum.
Aufgrund des hohen Energieverbrauchs wird die globale Erwärmung befeuert.

## Gegenmaßnahmen
Da sich einige Benutzer von Webbrowsern gegen User-Tracking geäußert haben, stellen Anbieter Anti-Track-Plug-Ins zur Verfügung.
Der Bürgerrechtsaktivist Johnny Ryan will personalisierte Werbung verbieten lassen. Dazu hat er im Juni 2021 beim Landgericht Hamburg eine Klage eingereicht. Er bezeichnet darin die Praxis der heutigen Onlinewerbung als "größtes Datenleck der Geschichte", seine Zivilklage als "Meilenstein". Der irische Datenschutz-Aktivist, der für das Irish Council for Civil Liberties arbeitet, wolle mit der Klage eines der zentralen Geschäftsmodelle mit riesigen Echtzeit-Datenmarktplätzen stürzen, über welche jährlich Milliarden Euro eingenommen würden.